# Parlamenti adások
A Parlamenti adások vagy Parlamenti Rádió a Duna Médiaszolgáltató online rádióadója, amely valamennyi nyilvános parlamenti ülést élőben közvetít. 2007. február elsejei indulását megelőzően a Kossuth Rádióban sugározták a parlamenti adásokat. Korábban a Bartók Rádió műsorán tervezték a politikai műsort sugározni, de ezt Bartók Béla utódainak és a Bartók Rádió dolgozóinak, hallgatóinak tiltakozása nyomán levették a napirendről. A Parlamenti adások kizárólag a parlamenti közvetítéseket sugározza, a maradék időben pedig szöveg nélküli zenék hallhatóak. A rádióállomás szignálok nélkül sugároz.[forrás?]

Az MR5 logója 2012 nyaráig

## Külső hivatkozások
- Műsorújság
- Élő műsor
- Az elmúlt három hét műsora visszahallgatható a „Naptár”-ra kattintva